# Carlos Casares Mouriño
Carlos Casares Mouriño (Orense, 24 de agosto de 1941-San Pedro, Nigrán; 9 de marzo de 2002) fue un escritor español en lengua gallega.

## Biografía
Estudió ciencias en la Universidad de Santiago de Compostela. Fue lector en varias universidades europeas. De vuelta a Galicia estableció su residencia en Vigo, donde desarrolló su actividad profesional como escritor, editor y catedrático de instituto.
Su ideología estuvo marcada por el magisterio y amistad con Ramón Piñeiro y por el grupo de galleguistas vinculados a la editorial Galaxia. Fue elegido miembro de la Real Academia Gallega en 1977, diputado autonómico por el PSdeG-PSOE en las elecciones de 1981, y presidente del Consejo de la Cultura Gallega en 1996.
Colaboró en numerosas revistas y periódicos, entre ellos Grial, que dirigió desde 1989 a 2002, año de su fallecimiento.Colaborador también de La Región, diario donde escribiría la sección "Con esta lupa", artículos de gran calidad que más tarde serían recopilados en un libro editado por la Diputación de Orense. Finalmente también colaboraría con el periódico  coruñés La Voz de Galicia. Parte de este trabajo periodístico fue publicado en forma de libro: Á marxe. Palabra de escritor (2 de enero - 10 de marzo de 2002) (2003), Á marxe, 1992 (2005), Á marxe, 1993 (2005), Á marxe, 1994 (2006) y Á marxe, 1995 (2006).
Se dio a conocer con Vento ferido (1967), una colección de relatos breves sobre la violencia y el fatalismo. Entre sus obras sobresalen: Cambio en tres (1969), Xoguetes pra un tempo prohibido (1975), Os escuros soños de Clío (1979), Ilustrísima (1980), Os mortos daquel verán (1987), Na marxe de cada día: follas dun diario (1994), Deus sentado nun sillón azul (1996), Un país de palabras (1999) y O sol do verán (2002).
Como escritor de literatura infantil publicó: A galiña azul (1968), As laranxas máis laranxas de tódas as laranxas (1973), O can Rin e o lobo Crispín (1983), Lolo anda en bicicleta (1996), O galo de Antioquía (1994), Un polbo xigante (2000), e a serie de Toribio: Este é Toribio (1991), Toribio contra o profesor Smith (1991), Toribio e o contador de contos (1991), Toribio ten unha idea (1992) y Toribio revoluciona o tráfico (1994). 
Como biógrafo y ensayista produjo trabajos sobre la vida y obra de Vicente Risco, Otero Pedrayo, Ramón Piñeiro y Curros Enríquez. El humor, la sencillez y la claridad en el tratamiento de los temas que afectan al mundo de hoy constituyeron las marcas más características de su estilo narrativo y ensayístico.
Tradujo varias obras al gallego, como El principito (1983) del francés Antoine de Saint-Exupéry, Los escarabajos vuelan al atardecer (1989) de la sueca María Gripe y El viejo y el mar (1998) del estadounidense Ernest Hemingway.
En 1976 obtuvo el Premio de la Crítica de narrativa gallega por su obra Xoguetes pra un tempo prohibido, en 1996 por Deus sentado nun sillón azul y en 2002 por O sol do verán.
En el año 2017 se le dedicó el Día de las Letras Gallegas.
Dirigió la editorial Galaxia.

## Obras

### Narrativa adulta

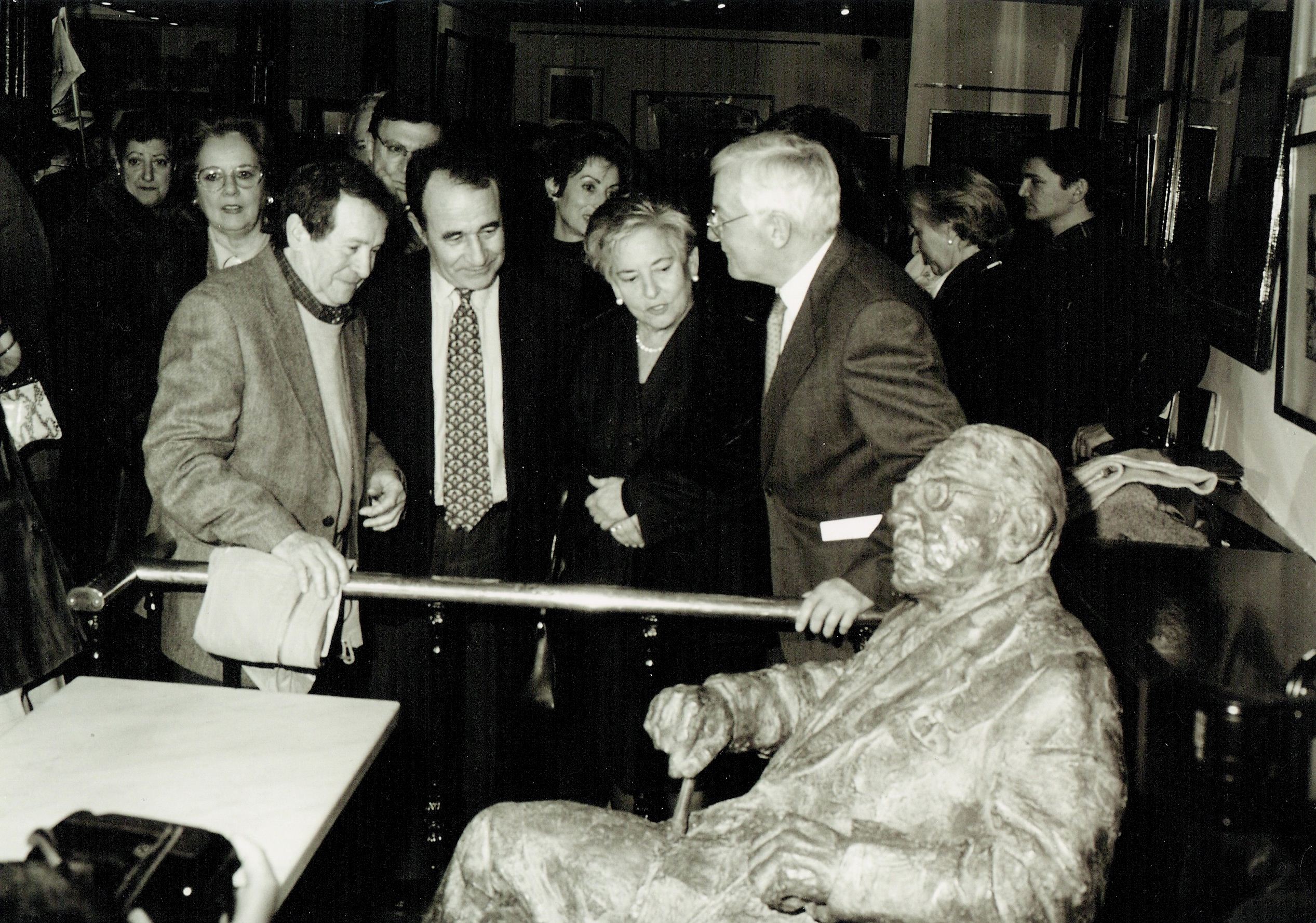
Carlos Casares (en el centro) durante la presentación de la escultura en memoria a Torrente Ballester en el Café Novelty de Salamanca en el año 2000, junto con el escultor Fernando Mayoral y el director de la RAE Víctor García de la Concha

- «Vento ferido» (1966). Publicado en castellano como Viento herido por la Editorial Impedimenta (2022), traducción del gallego a cargo de Cristina Sánchez-Andrade. ISBN 978-84-18668-75-3
- «Cambio en tres» (1969)
- «Xoguetes pra un tempo prohibido» (1975)
- «Os escuros soños de Clío» (1979)
- «Ilustrísima» (1980)
- «Os mortos daquel verán» (1987)
- «Na marxe de cada día: follas dun diario» (1994)
- «Deus sentado nun sillón azul» (1996)
- «Un país de palabras» (1999)
- «O sol do verán» (2002)

### Narrativa infantil
- «A galiña azul» (1968)
- «As laranxas máis laranxas de tódalas laranxas» (1973)
- «O can Rin e o lobo Crispín» (1983)
- «Lolo anda en bicicleta» (1996)
- «O galo de Antioquía» (1994)
- «Un polbo xigante» (2000)
- «Este é Toribio» (1991)
- «Toribio contra o profesor Smith» (1991)
- «Toribio e o contador de contos» (1991)
- «Toribio ten unha idea» (1992)
- «Toribio revoluciona o tráfico» (1994).

### Ensayo y periodismo
- «Á marxe. Palabra de escritor (2 de enero - 10 de marzo de 2002)» (2003 )
- «Á marxe, 1992» (2005)
- «Á marxe, 1993» (2005)
- «Á marxe, 1995» (2006)
- «Á marxe, 1996» (2007)